# Edvard Forssberg
Edvard August Forssberg, född 6 november 1848 i Stockholm, död där 17 februari 1902, var en svensk läkare.
Edvard Forssberg var son till bankokommissarien Carl August Forssberg. Han avlade mogenhetsexamen i Stockholm 1869 och blev 1874 medicine kandidat vid Uppsala universitet och 1879 medicine licentiat vid Karolinska Institutet. Efter olika förordnanden blev han 1882 andre och 1886 förste bataljonsläkare, 1898 regementsläkare i Fältläkarkåren och 1901 regementsläkare vid livgardet till häst. Forssberg blev känd som en duktig och mycket anlitad läkare med särskilt som komiker, tillfällighetspoet och medlem av Samfundet SHT. Han utgav 1879 Medicinska skämt, som länge kom att vara populära. Bland andra arbeten av Forssberg märks Roms brand eller kejsar Nero och katakomberna (1876, tillsammans med Nils Personne), Rolf Krake (operett, uppförd med musik av Ivar Hallström och Vilhelm Svedbom 1880), S. H. T. Minnen och skildringar ur Stockholmslogens historia 1851–1896 (1896) och en postum samling Dikter (1906).